# Cave aux Fées (Saint-Cergues)
Der Dolmen Cave aux Fées (auch: Chambre aux Fées) in Saint-Cergues, im Département Haute-Savoie, in Frankreich, unweit der Schweizer Grenze, wird im Volksmund „Feenkeller“ genannt. Er steht, wie der Dolmen Pierre aux Fées, am alten Salzweg nach Genua, in der Nähe der Brücke über die Erosionsrille des Flüsschen Chandouze, neben der Straße von Annemasse nach Thonon-les-Bains. Dolmen ist in Frankreich der Oberbegriff für Megalithanlagen aller Art (siehe: Französische Nomenklatur).
Der eingetiefte rechteckige West-Ost orientierte Dolmen hat sechs Tragsteine und einen gespaltenen Deckstein von 5,0 × 3,2 Metern und bis zu einem Meter Dicke. Die Maße der Kammer sind: Länge 3,2 m, Breite 1,9 m, Höhe 2,3 m. Der Zugang liegt in der Mitte der langen Seite im Nordwesten der Anlage. Der Boden der Kammer zeigt Spuren einer kleinteiligen Pflasterung. Das Zwischenmauerwerk (auch Zwickelfüllung) zum Verbinden der Megalithen ist noch weitgehend erhalten.
Der Dolmen ist in Frankreich als Monument historique  registriert.